# Teponmäki
Teponmäki är en tätort (finska: taajama) i Enare kommun i landskapet Lappland i Finland. Orten ligger strax söder om Ivalo tätort. Vid tätortsavgränsningen den 31 december 2021 hade Teponmäki 413 invånare och omfattade en landareal av 3,51 kvadratkilometer.